# Александер (Шлезвиг-Холщайн-Зондербург)
Александер фон Шлезвиг-Холщайн-Зондербург (на немски: Alexander, Herzog von Schleswig-Holstein-Sonderburg; * 20 януари 1573, Зондербург (Sønderborg), Дания; † 13 май 1627, Зондербург) е херцог на Шлезвиг-Холщайн-Зондербург (1622 – 1627), от странична линия на Дом Олденбург.

## Произход и наследство
Той е третият син на херцог Йохан фон Шлезвиг-Холщайн-Зондербург (1545 – 1622) и първата му съпруга херцогиня Елизабет фон Брауншвайг-Грубенхаген (1550 – 1586) от фамилията Велфи, дъщеря на Ернст III фон Брауншвайг-Грубенхаген, княз на Грубенхаген-Херцберг, и Маргарета от Померания. Баща му е третият син на датския крал Кристиан III.
След смъртта му неговите синове разделят херцогството помежду си.

## Фамилия
Александер се жени на 26 ноември 1604 г. в Олденбург за графиня Доротея фон Шварцбург-Зондерсхаузен (* 23 август 1579; † 25 юли 1639), дъщеря на граф Йохан Гюнтер I фон Шварцбург-Зондерсхаузен и съпругата му Анна фон Олденбург-Делменхорст, дъщеря на граф Антон I фон Олденбург и София фон Саксония-Лауенбург-Ратцебург, дъщеря на херцог Магнус I. Те имат 10 деца:
- Йохан Христиан (1607 – 1653), херцог на Шлезвиг-Холщайн-Зондербург-Францхаген (1627 – 1653), ∞ 1634 принцеса Анна фон Олденбург (1605 – 1688)
- Александер Хайнрих (1608 – 1667), ∞ 1643 Доротея Мария Хесхус (морганатичен брак), основава т. нар. католическа линия
- Ернст Гюнтер (1609 – 1689), херцог на Шлезвиг-Холщайн-Зондербург-Аугустенбург, ∞ 1651 принцеса Августа фон Шлезвиг-Холщайн-Зондербург-Глюксбург (1633 – 1701)
- Георг Фридрих (1611 – 1676), неженен
- Август Филип (1612 – 1675), херцог на Шлезвиг-Холщайн-Зондербург-Бек

∞ 1645 принцеса Клара фон Олденбург (1606 – 1647)
∞ 1649 принцеса Сидония фон Олденбург (1611 – 1650)
∞ 1651 принцеса Мария Сибила фон Насау-Саарбрюкен (1628 – 1699)
- Адолф (1613 – 1616)
- Анна Елизабет (1615 – 1616)
- Вилхелм Антон (1616)
- София Катарина (1617 – 1696), ∞ 1635 г. за граф Антон Гюнтер фон Олденбург (1583 – 1667)
- Филип Лудвиг (1620 – 1689), херцог на Шлезвиг-Холщайн-Зондербург-Визенбург

∞ 1643 принцеса Катарина фон Валдек-Вилдунген (1612 – 1649)
∞ 1650 принцеса Анна Маргарета фон Хесен-Хомбург (1629 – 1686)
∞ 1688 графиня Магдалена Христина фон Ройс цу Оберграйц (1652 – 1697)